# Blăjeni, Hunedoara
Blăjeni este satul de reședință al comunei cu același nume din județul Hunedoara, Transilvania, România.
Pe Harta Iosefină a Transilvaniei din 1769-1773 (Sectio 136), localitatea apare sub numele de „Bleseny”. 

## Secvențe istorice
În anul 1900 în grădina țăranului Jurca Rusan al Tocului a fost descoperit un sigiliu din fier cu inscripția "Avram Ianku". S-a presupus că obiectul era chiar sigiliul eroului Avram Iancu și a fost donat Asociației din Sibiu [ASTRA-n.n.] cu scopul de a servi ca exponat pentru un viitor muzeu ce urma să fie înființat la Casa Națională.

## Activitati economice
Zootehnie, Pomicultură, Apicultură

## Obiective turistice
Cascada Pișoaia, Peștera Reti, Rezervația naturală Muntele Vulcan, Rezervația Flora Naturală Băi Grosuri

## Evenimente locale
„Nedeea” în ultimul weekend din luna iunie, în fiecare an.